# جنگ لهستان و سوئد (۱۶۱۸–۱۶۱۷)
جنگ لهستان و سوئد (۱۶۱۷–۱۶۱۸) بخشی از جنگ‌های لهستان و سوئد از ۱۶۰۰ تا ۱۶۲۹ میلادی بود. این جنگ دنباله جنگ ۱۶۰۰–۱۶۱۱ و تلاشی از سوی سوئد بود تا فشار و حملات لهستان به روسیه را قطع نماید. لهستان هم‌زمان درگیر جنگ با تاتارها و امپراتوری عثمانی (از سمت جنوب) بود. در آن دوره، روسیه و سوئد پس از جنگ اینگری با هم متحد بودند. جنگ ۱۶۱۷–۱۶۱۸ بر سر مناطق استونی و لیوونی رخ داد و در ضمن، جنگی میان سوئد و لهستان (نزاع میان خاندان واسا) بر سر تاج و تخت سوئد بود.